# میک شدن
میک شدن (انگلیسی: Being Mick) یک تله‌فیلم از زندگی میک جگر در یک سال می باشد. در این فیلم از ضبط آلبوم میک جگر و فیلم معما که به تهیه کنندگی میک بود صحبت شد. در این فیلم خوانندگان و بازیگران بزرگی همچون التون جان، کیت وینسلت، وایکلف ژان و بریتنی اسپیرز حضور داشتند.

## بازیگران
- میک جگر در نقش خودش
- بونو به عنوان خودش
- باب گلدوف در نقش خودش
- هیو گرانت در نقش خودش
- جری هال به عنوان خودش
- جورج هیکنلوپر در نقش خودش
- الیزابت جگر در نقش خودش
- گابریل جگر در نقش خودش
- جورجیا جگر در نقش خودش
- جید جگر در نقش خودش
- وایکلف ژان در نقش خودش
- التون جان در نقش خودش
- لنی کراویتز در نقش خودش
- کیت ریچاردز در نقش خودش
- داگری اسکات در نقش خودش
- نیش مثل خودش
- جیمز ترپلتون در نقش خودش
- پیت تاونشند در نقش خودش
- کیت وینسلت در نقش خودش
- ران وود در نقش خودش
- بیل وایمن در نقش خودش